# 自立生活サポートセンター・もやい
特定非営利活動法人自立生活サポートセンター・もやい（じりつせいかつサポートセンター・もやい、英: Moyai Support Centre for Independent Living）は、ホームレスや派遣労働者や生活保護受給者などの自立支援を行う団体（認定特定非営利活動法人）。略称はもやい。

## 沿革
- 2001年5月 - 「もやい結びの会」設立集会開催、稲葉剛により任意団体「もやい」設立。
- 2003年4月 - NPO法人認証。法人格取得。
- 2004年4月 - 「こもれび荘」（東京都新宿区）へ引っ越し
- 2014年9月 - 認定特定非営利活動法人として東京都より認定される。（26生都地第800号）大西連が理事長に就任。
- 2017年3月 - 「みどりビル」（東京都新宿区）に引っ越し
- 2018年5月 - 認定NPO法人の更新。（通知番号（31生都管第1181号））
- 2019年11月- 認定NPO法人としては全国初となる宅地建物取引業免許を取得。（東京都知事[1]第101796号）

## 事業内容
生活相談、生活保護申請の同行、保証人バンク、生活物資・資金提供、アパート入居後の支援、交流事業。
支出では入居者支援事業が15,758千円と全体の3割を占め、次いで生活相談・支援事業費が13,504千円(25%)であり、収入では寄付金が20,256千円と全体の約6割を占め、事業収入7,169千円、会費収入も6,655千円となっている(2011年度)。

### サロン・ド・カフェこもれび
2004年6月、うてつあきこら当事者と共に立ち上げ。2005年12月より、こもれびコーヒー焙煎プロジェクトを立ち上げ、2007年1月「こもれびコーヒー」販売開始。新型コロナウイルス感染症対応のため、2023年8月現在、事前予約制により毎月第2土曜日開催。

## 受賞・表彰
- 2008年11月 - 第2回共生・地域文化大賞共生賞受賞（浄土宗・財団法人全日本仏教会）
- 2010年11月 - 全国クレサラ・ヤミ金被害者交流会in岐阜表彰
- 2015年5月 - 日経ソーシャルイニシアチブ大賞受賞（日経新聞社）
- 2015年11月 - 社会貢献者表彰（公益財団法人社会貢献支援財団）
- 2019年3月 - グッドガバナンス認証（非営利組織評価センター）

## 関連書籍
- 自立生活サポートセンター・もやい編集『貧困待ったなし!――とっちらかりの10年間』[3]岩波書店　2012年
- つながりゆるりと―小さな居場所「サロン・ド・カフェ　こもれび」の挑戦　うてつあきこ著　自然食通信社　2009年　B6判　221ページ
- 貧困問題の新地平：もやいの相談活動の軌跡　丸山里美編著　旬報社　2018年　A5　188ページ
- 先生、貧困ってなんですか?: 日本の貧困問題レクチャーブック　自立生活サポートセンターもやい著　合同出版　2017年　B5判　110ページ　ISBN-10 4772612882　ISBN-13 978-4772612883